# 徳増源太郎
徳増 源太郎（とくます げんたろう、1861年5月17日（文久元年4月8日） - 1900年（明治33年）3月26日）は、明治時代の政治家。自由民権運動家。衆議院議員。

## 経歴
徳増七右衛門の長男として相模国鎌倉郡笛田村（神奈川県鎌倉郡深沢村を経て現鎌倉市）に生まれ、1880年（明治13年）1月、家督を相続する。若くして村役人を務め、1884年（明治17年）神奈川県自由党に入党。1890年（明治23年）深沢村会議員となり、ついで神奈川県会議員を務めた。神奈川県立師範学校の鎌倉への移転に尽力した。
1894年（明治27年）9月の第4回衆議院議員総選挙では神奈川県第4区から出馬し当選。つづく第5回、第6回総選挙でも当選した。地租増徴に猛反対し党内でも注目されていたが、3期目途中の1899年（明治32年）8月15日に辞職し、翌年死去した。